# Kamienica Ludwika Panczakiewicza w Warszawie
Kamienica Ludwika Panczakiewicza – kamienica w Warszawie znajdująca się przy ul. Marszałkowskiej 6. 

## Opis
Wzniesiona została w latach 1912–1913 w stylu eklektycznym według projektu architekta Ludwika Panczakiewicza. Fasada bogato dekorowana, we wnętrzach zachowały się detale oryginalnego wystroju. 
24 lipca 2012 wpisano ją do gminnej ewidencji zabytków m.st. Warszawy.

## Galeria

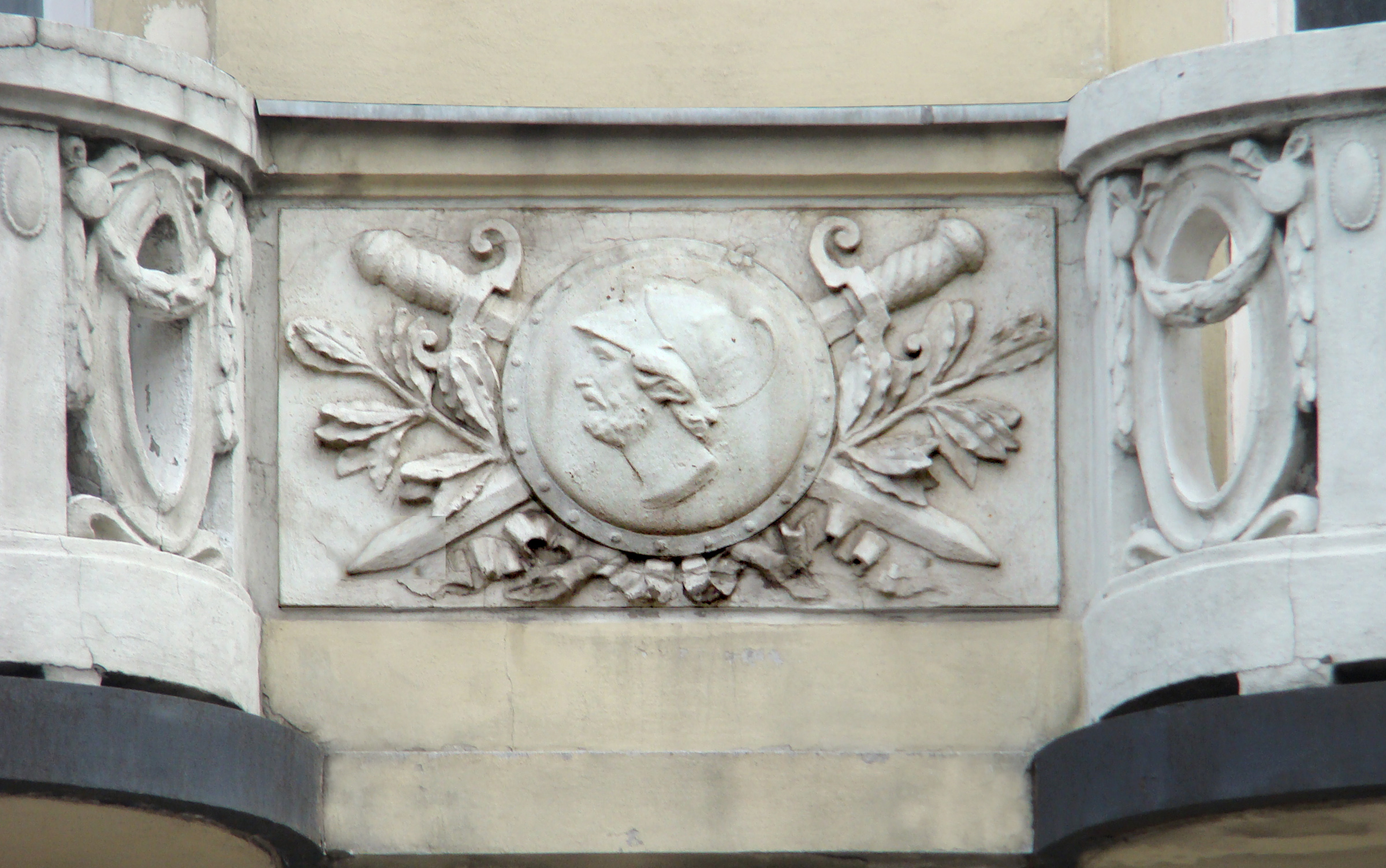
Fasada, panoplium
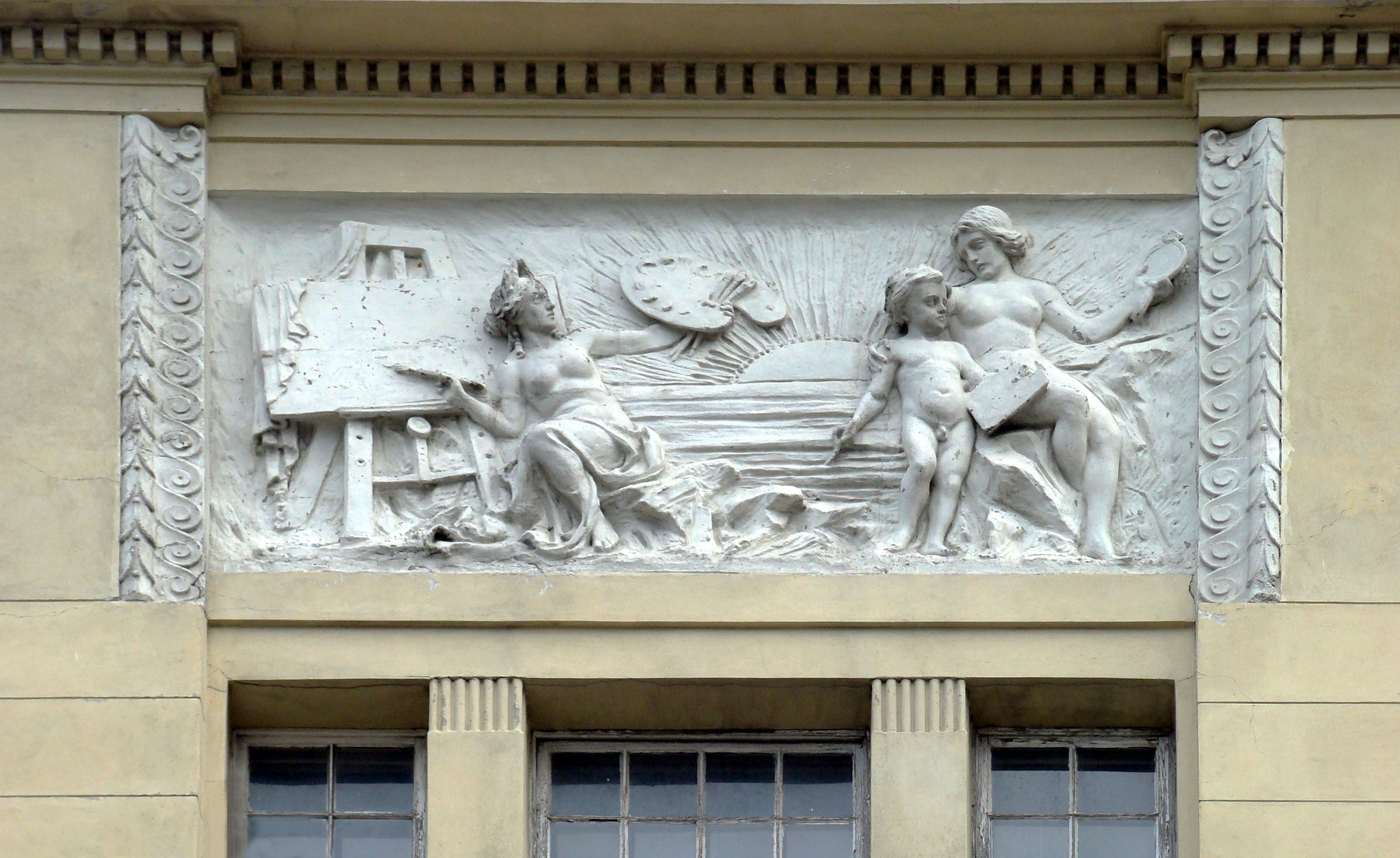
Fasada, płaskorzeźba
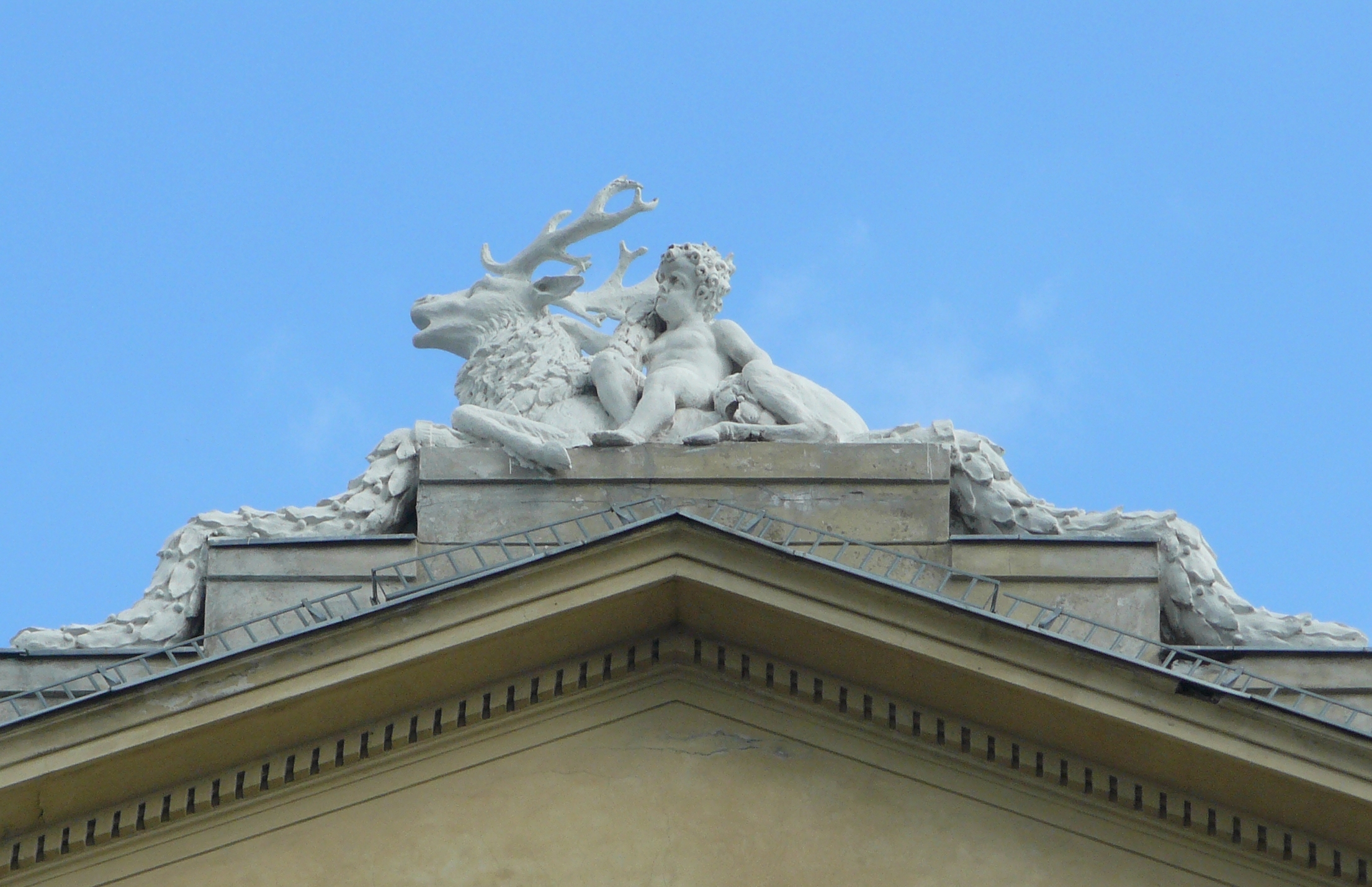
Rzeźba wieńcząca tympanon fasady
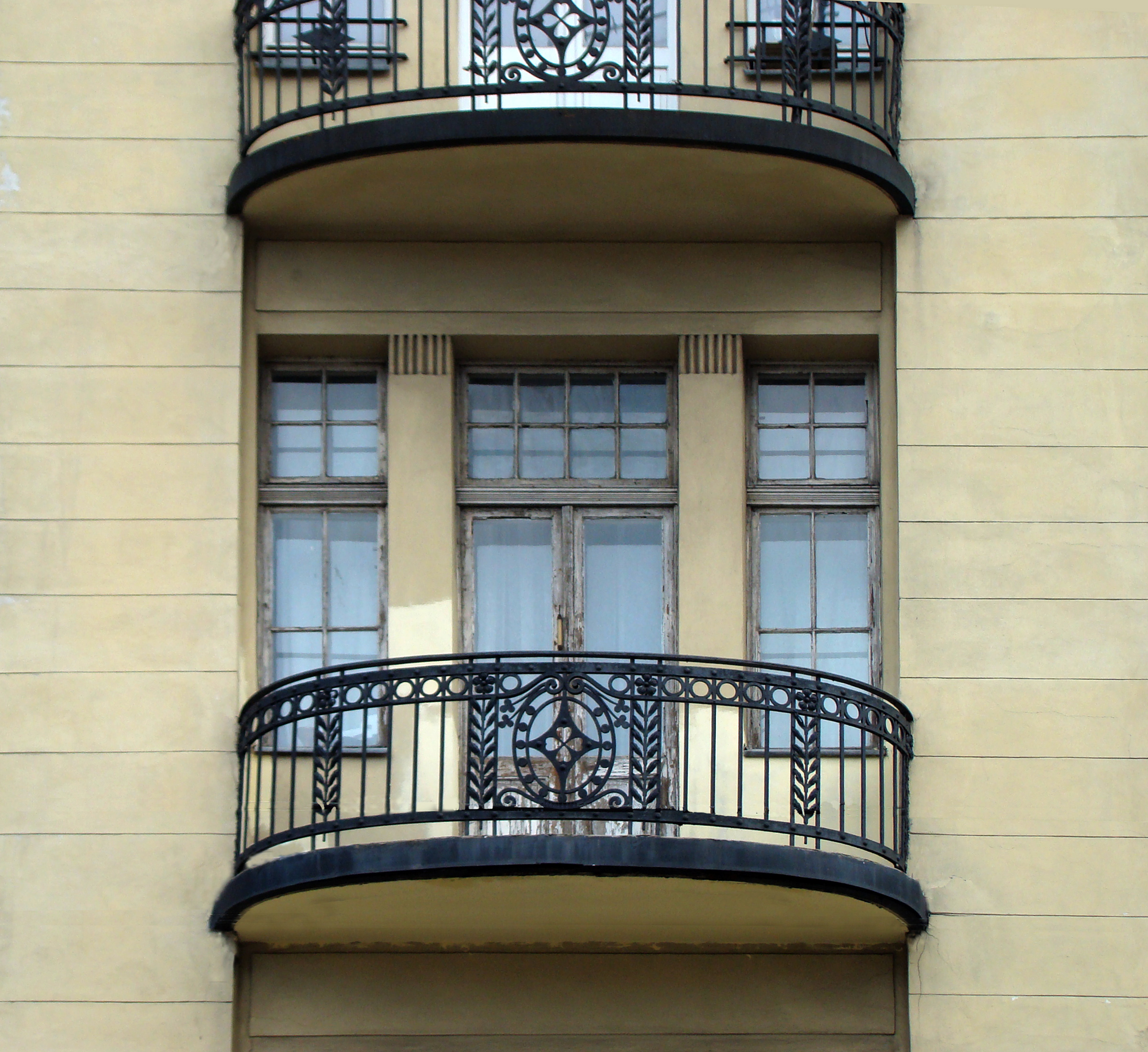
Fasada, balkon
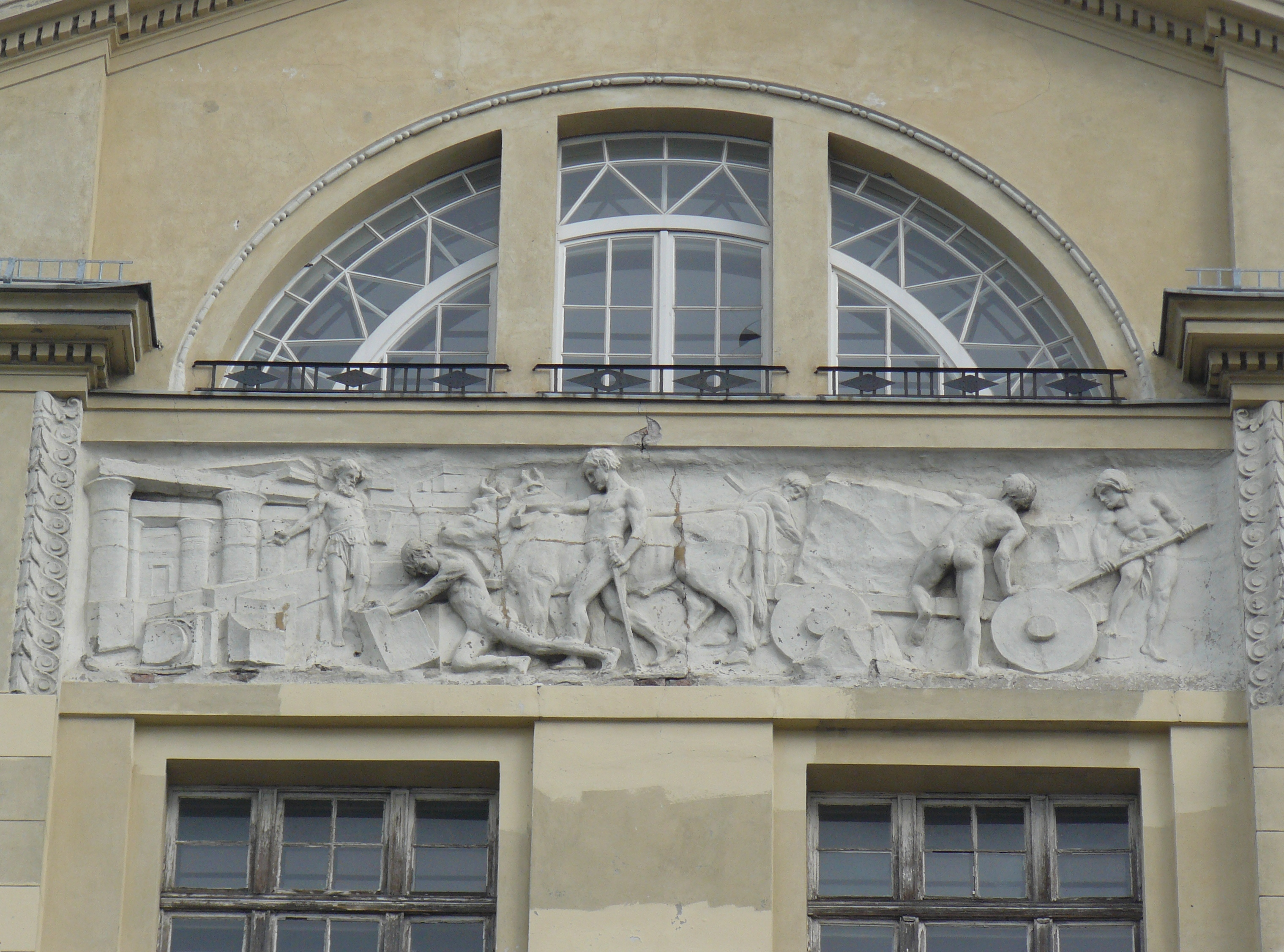
Fasada, płaskorzeźba